# خانه قرایی
خانه قرایی مربوط به دوره قاجار است و در شهر رشتخوار، خیابان امام خمینی شمال ۵ واقع شده و این اثر در تاریخ ۲۵ اسفند ۱۳۸۰ با شمارهٔ ثبت ۵۱۴۷ به‌عنوان یکی از آثار ملی ایران به ثبت رسیده است.